# قندیل یخ

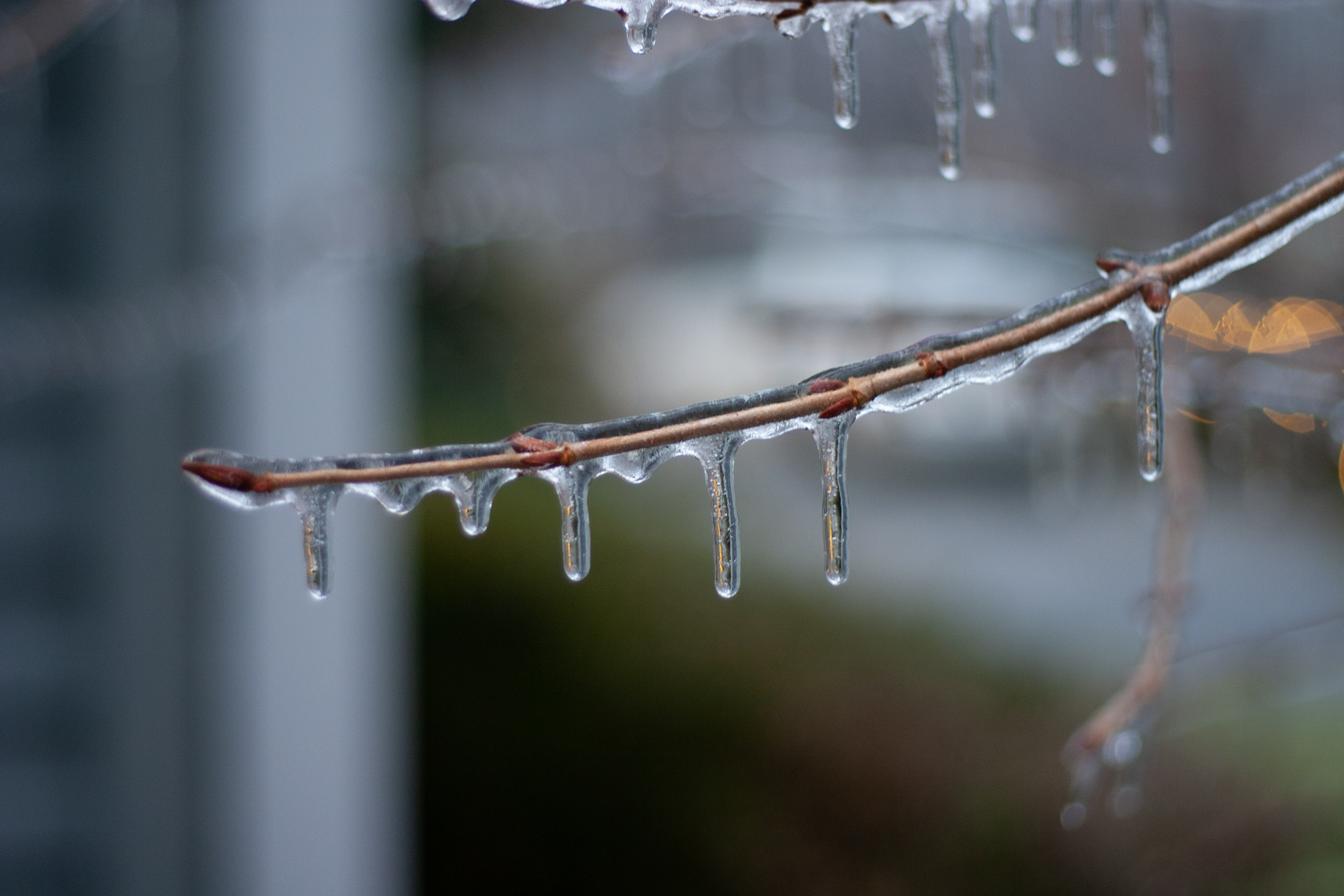
قندیل‌هایی آویزان از شاخۀ درخت

اسکیموها خانه‌های ایگلو را به‌شکل سهمی‌گون وارونه می‌سازند چرا که در این شیوه برف‌های انباشته به دلیل فشار معکوس سازهٔ سهمی‌گون نمی‌توانند تبدیل به قندیل شوند.

قندیل یخی است که در هنگام ریزش آب و بر اثر یخ‌زدن تشکیل می‌شود.

## شکل گیری

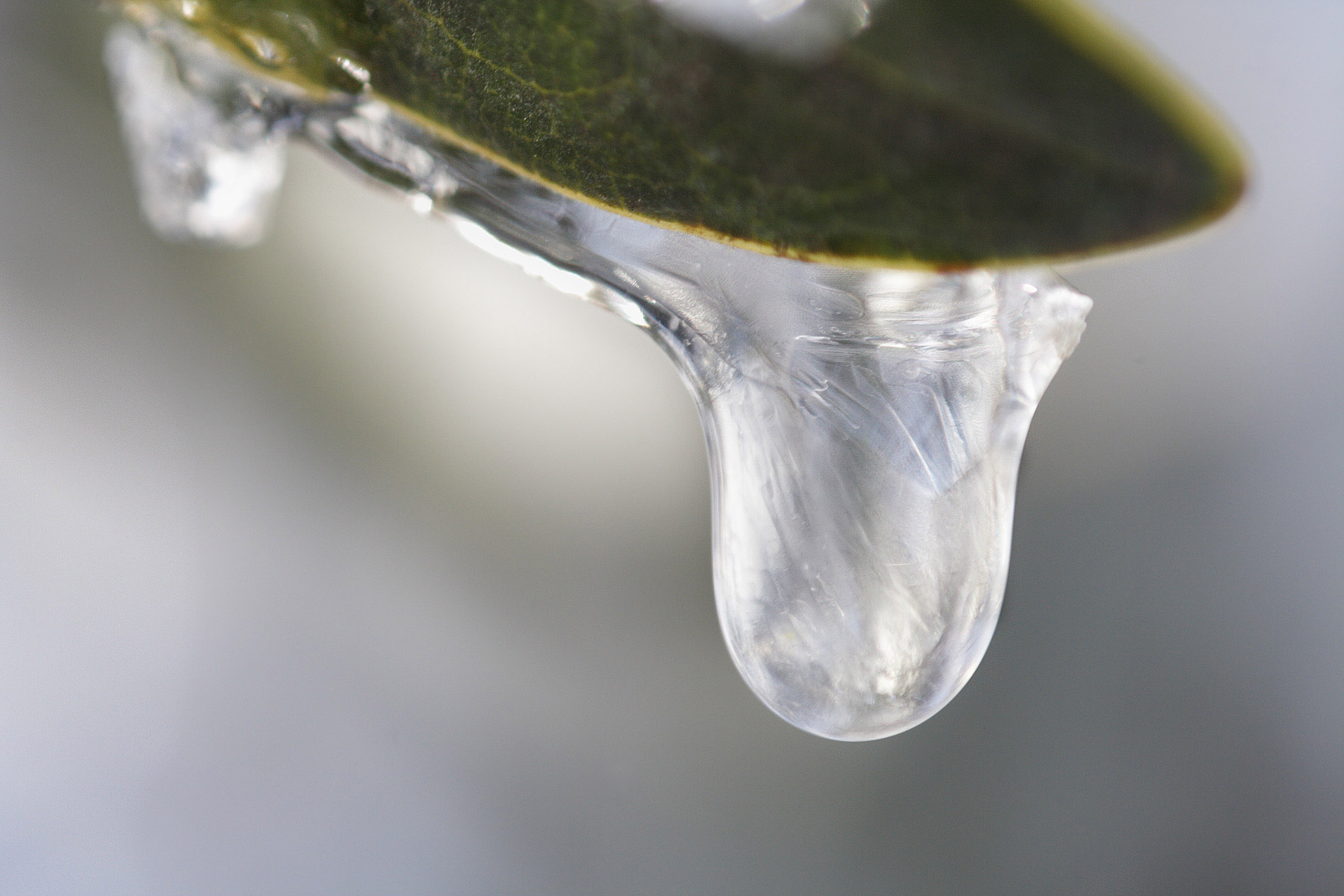
قطره یخ

در هنگام روز ولی در دمای یخ‌زدگی و سرما هنگامی که یخ یا برف در اثر تابش خورشید یا منبع گرمایی دیگر ذوب می‌شود، می‌تواند به دلیل چکه کردن و مواجه شدن با شرایط دمایی دوباره آب تبدیل به یخ گردد. با گذشت زمان آب‌شدن یخ باعث رشد قندیل می‌شود. شرایط آب و هوایی دیگری که منجر به شکل‌گیری قندیل می‌شود طوفان‌های یخی است، یعنی زمانی که مقداری باران در هوای اندکی زیر دمای انجماد به شکل قندیل‌های کوچک متعددی جمع‌شده و در نهایت از شاخه‌ها، برگ‌ها، کابل‌ها، سیم‌ها و غیره آویزان می‌شود. سومین مورد از شرایطی که به دنبال آن قندیل شکل می‌گیرد زمانی است که آب از هر شکافی در سطوح عمودی به بیرون نفوذ کند، مانند شکاف جاده‌ها یا از میان صخره‌ها. به طور کلی قندیل یخی (Icicle) یک برآمدگی نوک تیز میخ مانند است که با یخ بستن آب هنگام چکه کردن یا ریختن آن از یک شیء یا یک سطح تشکیل می‌شود. اگر شرایط برای تشکیل قندیل‌ها مساعد باشد، در غارها هم ایجاد می‌شوند که در این صورت به آن‌ها «استالاکتیت‌های یخی» (ice stalactites) می‌گویند.